# یوبلینک
یوبلینک (به لاتین: Ublinek) یک روستا در لهستان است که در Gmina Lipnik واقع شده‌است.

## خصوصیات
یوبلینک ۲۷۰ نفر جمعیت دارد.